# Apanteles oritias
Apanteles oritias är en stekelart som beskrevs av Nixon 1965. Apanteles oritias ingår i släktet Apanteles och familjen bracksteklar. Inga underarter finns listade i Catalogue of Life.